# Anthème VII de Constantinople
Anthème VII de Constantinople (en grec Άνθιμος Ζ', né en 1827 sous le nom de Ange Tsatsos et mort en 1913) est patriarche de Constantinople du 1er février 1895 au 10 février 1897.